# Frederico VI, Marquês de Baden-Durlach
Frederico VI (Karlsburg, Durlach, 16 de novembro de 1617 – Durlach, 10 de janeiro de 1677 ou 31 de janeiro de 1677) foi marquês de Baden-Durlach desde a morte de seu pai em 1659 até morrer em 1677. Filho do marquês Frederico V de Baden-Durlach e de Bárbara de Württemberg.

## Casamento e descendência
Frederico VI casou com Cristina Madalena de Zweibrücken-Kleeburg (15 de maio de 1616 – 4 de agosto de 1662) em 30 de novembro de 1642, filha do conde de Pfalz João Casimiro de Zweibrücken-Kleeburg. Desta união nasceram:
- Frederico Casimiro (27 de novembro de 1643 – março de 1644)
- Cristina de Baden-Durlach (22 de abril de 1645 – 21 de dezembro de 1705), casou em 27 de julho de 1665 com o marquês Alberto II de Brandemburgo-Ansbach (18 de setembro de 1620 – 22 de outubro de 1667) e em segundas núpcias em 14 de agosto de 1681 com Frederico I de Saxe-Gota-Altemburgo (15 de julho de 1646 – 2 de agosto de 1691)
- Leonor Catarina (4 de maio de 1646 – 9 de julho de 1646)
- Frederico VII de Baden-Durlach (23 de setembro de 1647 – 25 de junho de 1709)
- Carlos Gustavo de Baden-Durlach (27 de setembro de 1648 – 24 de outubro de 1703)
- Catarina Bárbara (4 de julho de 1650 – 14 de janeiro de 1733)
- Joana Isabel (6 de novembro de 1651 – 28 de setembro de 1680), casou em 26 de janeiro de 1673 com o marquês João Frederico de Brandemburgo-Ansbach (4 de outubro de 1654 – 22 de março de 1686)
- Frederica Leonor (6 de março de 1658 – 13 de abril de 1658)

Frederico VI teve uma relação extra-conjugal após a morte de sua mulher com Johanna Bayer de Sendau, (1636 – 1699), e os filhos desta união foram nomeados Freiherr de Münzesheim.